# Geosiphon
Geosiphon — монотиповий рід грибів родини Geosiphonaceae. Назва вперше опублікована Фріцем фон Веттштайном 1915 року.

## Види
База даних Species Fungorum станом на 18.10.2019 налічує 1 вид роду Geosiphon:
- Geosiphon pyriformis (Kütz.) F.Wettst., 1915